# Arena (Band)
Arena ist eine englische Progressive-Rock-Band, die 1995 von Mick Pointer (ex-Marillion) und Clive Nolan (u. a. bei Pendragon und Shadowland) gegründet wurde.

## Geschichte
Die Band veröffentlichte in ihrem Gründungsjahr 1995 und in ihrer Startbesetzung ihr erstes Album Songs from the Lions Cage. Danach verließen erst Sänger John Carson im September 1995 und dann Bassist Cliff Orsi im Mai 1996 die Band und wurden durch Paul Wrightson (Gesang) und John Jowitt (Bass) ersetzt. Es folgte das Studioalbum Pride, welches von Simon Hanhart produziert wurde, und eine Tour und die EP Edits. Nach dem Release der EP wendete sich Gitarrist Keith More anderen Dingen zu und wurde durch John Mitchell ersetzt. Dieser spielte zum ersten Mal auf der 1997 veröffentlichten EP The Cry. Noch im selben Jahr produzierte er auch das erste Livealbum von Arena: Welcome to the Stage – Live. Ein Jahr darauf erschien The Visitor, welches oft als das wichtigste Album der Band genannt wird und – aufbauend auf kurzen, miteinander verbundenen Songs, die eine Geschichte erzählen – ein Konzeptalbum ist.
1999 wurde es ruhig um Arena. Die Band veröffentlichte kein Album und einige Mitglieder widmeten sich anderen Projekten: John Mitchell spielte bei The Urbane und Clive Nolan nahm am Jabberwocky Project mit Oliver Wakeman teil. Zudem wurde der Sänger Paul Wrightson durch Rob Sowden und Bassist John Jowitt durch Ian Salmon ersetzt. Mit dieser frischen Besetzung brachte die Band 2000 das Album Immortal? heraus, für das die Arbeit bereits 1999 begonnen hatte. Es folgten eine Tour und 2001 das Live-Album Breakfast in Biarritz.
Nach der Tour konzentrierten sich einige Mitglieder wieder auf Nebenprojekte: Clive Nolan tourte mit Pendragon, während Rob Sowden und John Mitchell an Soloalben arbeiteten. 2001 begann die Arbeit an dem Studioalbum Contagion, das wegen „verschiedener Umstände, die nicht der Kontrolle der Band unterlagen“ erst Anfang 2003 erschien. Er sollte – vervollständigt durch die im selben und im folgenden Jahr erschienenen EPs Contagious und Contagium – wie The Visitor ein schlüssiges Konzeptalbum darstellen. Im Jahr 2014 wurde mit Contagion Max zum zehnjährigen Jubiläum ein limitiertes Album veröffentlicht, auf dem die beiden EPs und das reguläre Album kombiniert wurden, wobei die Titel der EPs passend zwischen die Stücke des Albums eingefügt wurden.
Im Jahr 2005 wurde bereits der Nachfolger Pepper's Ghost herausgebracht, 2006 gefolgt von der Live-DVD Smoke and Mirrors. Dies war die letzte Veröffentlichung mit Sänger Rob Sowden und Bassist Ian Salmon, welche 2010 bzw. 2011 die Band verließen, um durch Paul Manzi und den Rückkehrer John Jowitt ersetzt zu werden.
Nach sechs Jahren Studio-Pause wurde so mit Paul Manzi als neuem Sänger 2011 das Album The Seventh Degree of Separation veröffentlicht, welches auf der Six-Degrees-of-Separation-Theorie (siehe auch Kleine-Welt-Phänomen) von Frigyes Karinthy basiert und diese um eine siebte Dimension ergänzt. Diese solle, laut Clive Nolan, die Welt der Lebenden mit der der Toten verknüpfen.
Im Jahr 2013 wurden zwei Live-Mitschnitte veröffentlicht. Zum einen die DVD Rapture – aufgenommen im Wyspiański Theater in Katowice. Zum anderen die Doppel-CD Live 2011/2012.
In der Wartezeit bis zum nächsten, neuen Studioalbum wurden das Album Contagion und seine beiden Folge-EPs Contagious und Contagium 2014 in einer limitierten Ausgabe unter dem Namen Contagion Max mit geänderter Song-Reihenfolge neu veröffentlicht.
Ende März 2015 wurde mit The Unquiet Sky das erste Studio-Album mit dem neuen Bassisten Kylan Amos veröffentlicht, welches auf der Tour zum zwanzigjährigen Bandjubiläum vorgestellt wurde.
Im Juli 2020 gab die Band bekannt, bald mit einem neuen Sänger die Aufnahmen am neuen Studioalbum „The Theory Of Molecular Inheritance“ zu beginnen. Zukünftig wird Damian Wilson den Gesangspart übernehmen.

## Stil
Musikalisch ist die Band recht nahe an den frühen Marillion, da der Schlagzeuger Mick Pointer bei dem Studioalbum Script for a Jester’s Tear von Marillion mitgearbeitet hat. Seit der Gründung hat es diverse Besetzungswechsel gegeben. Auf den letzten Alben weist die Musik Merkmale des Metal auf und kann mit der Band Threshold verglichen werden. Der progressive Einschlag wurde etwas zurückgefahren, die atmosphärischen Elemente sind aber bis heute erhalten geblieben.
Nur die beiden Gründer spielen auf allen Alben. Die letzten Alben sind stilistisch an Shadowland, Nolans frühere Band, angelehnt.

## Diskografie

### Studioalben
- Songs from the Lions Cage (1995)
- Pride (1996)
- Edits (1996, EP)
- The Cry (1997, EP)
- The Visitor (1998)
- Immortal? (2000)
- Contagion (2003)
- Contagious (2003, EP)
- Contagium (2003, EP)
- Pepper's Ghost (2005)
- Ten Years On (2006, Best of)
- The Seventh Degree of Separation (2011)
- Contagion Max (2014)
- The Unquiet Sky (2015)
- Double Vision (2018)
- The Theory of Molecular Inheritance (2022)

### Livealben
- Welcome to the Stage (1997)
- Breakfast in Biarritz (2001, Doppel-CD)
- Live & Life (2004, Doppel-CD plus DVD)
- Live 2011/2012 (2013)
- Re-Visited Live (2019)
- Lifian – Tour MMXXII (2023, Doppel-CD)

### Videoalben
- Caught in the Act (2003)
- Clive Nolan's Keyboard Crumpet [Limited Edition] (2005)
- Smoke & Mirrors (2006)
- Rapture (2013)
- XX (2016)
- Re-Visited Live (2019)

### Fanclubalben
- Welcome Back! To The Stage (1997)
- The Visitor Revisited (1999)
- Unlocking The Cage (2000)
- Radiance (2003)